# Tropis
Tropis is een kevergeslacht uit de familie van de boktorren (Cerambycidae). De wetenschappelijke naam van het geslacht werd voor het eerst geldig gepubliceerd in 1841 door Newman.

## Soorten
Tropis is monotypisch en omvat slechts de volgende soort:
- Tropis oculifera (Newman, 1840)